# تورکو
تورکو (به فنلاندی: Turku) (به سوئدی: Åbo) شهری قرار گرفته در ساحل جنوب غربی فنلاند، در دهانه رود آئورا است. این باور وجود دارد که تورکو در سدهٔ ۱۳ میلادی به وجود آمده‌است که بنابراین، آن را کهن‌ترین شهر فنلاند می‌دانند. تورکو به دلیل پیشینه طولانی خود، جای رخ دادن بسیاری از رویدادهای مهم بوده‌است و به عنوان پایتخت پیشین، اثری بسیار در تاریخ فنلاند داشته است. تورکو تبدیل به مهم‌ترین شهر فنلاند شده بود و این جایگاه را بیش از صد سال نگه‌داری کرد، اما با پیوستن فنلاند به بخشی از امپراتوری روسیه در ۱۸۰۹، پایتخت دو‌ک‌نشین بزرگ فنلاند به هلسینکی تغییر پیدا کرد.
تورکو یک شهر دو زبانه در فنلاند است که زبان اصلی آن فنلاندی (حدود ۸۹٪) و زبان اقلیت آن سوئدی است.
تورکو تا سال ۲۰۱۰، پایتخت استان فنلاند غربی بود، زمانی که استان‌های پیشین فنلاند منحل شدند. هر سال در این شهر به مناسبت کریسمس، «صلح کریسمس» اعلام می‌شود. در حومهٔ ناآنتالی، اقامتگاه تابستانی رئیس‌جمهور فنلاند قرار دارد. در سواحل تورکو، مجمع‌الجزایر گردشگری دریای مجمع‌الجزایر قرار گرفته است. از تورکو، کشتی‌های مسافربری به‌طور منظم به جزایر و همچنین به استکهلم در سوئد حرکت می‌کنند و در مسیر خود از جزایر آلند عبور می‌کنند. تورکو همچنین دارای یک فرودگاه بین‌المللی است.

## نام
نام فنلاندی تورکو از واژهٔ اسلاوی قدیم tǔrgǔ گرفته شده است که در روسی امروزی به معنای «بازار، چانه‌زنی یا تجارت» است. این واژه مستقیماً وارد زبان فنلاندی شده و به مرور زمان به نام شهر تبدیل شده است.
نام سوئدی است شهر ، یعنی آبو، Åbo، از ترکیب دو واژهٔ å (به معنای «رود» یا «جویبار») و bo (به معنای «مسکن») تشکیل شده است. این نام ممکن است به یک اصطلاح حقوقی قدیمی «åborätt» اشاره داشته باشد که به معنای «حق سکونت» در زمین‌های دولتی بوده است.
در زبان فنلاندی، حالت ملکی این نام Turun است، به معنای «وابسته به تورکو». بسیاری از نام‌های سازمان‌ها و مؤسسات شهر تورکو با این عبارت آغاز می‌شوند، مانند Turun yliopisto (دانشگاه تورکو).

## تاریخچه
تورکو قدیمی‌ترین شهر فنلاند و اولین پایتخت این کشور بوده و برای مدت طولانی بزرگ‌ترین شهر فنلاند بوده است.
در گذشته، واژهٔ «فنلاند» فقط به منطقهٔ اطراف تورکو اشاره داشت که امروزه به نام «فنلاند اصلی» شناخته می‌شود.
سکونت در منطقهٔ تورکو نسبتاً جدید است، زیرا این منطقه به دلیل عصر یخبندان برای مدت طولانی زیر سطح دریا قرار داشت.
به‌مرور زمان و به دلیل فرایند بالاآمدن زمین، منطقهٔ تورکو از مجمع‌الجزایری به یک منطقهٔ ساحلی تبدیل شد.
در دوران عصر آهن، این منطقه به دلیل شرایط مناسب کشاورزی به‌طور گسترده‌ای مسکونی شد و قبرستان‌های باستانی (۵۵۰ تا ۱۱۵۰ میلادی) در اینجا کشف شده‌اند.
بر اساس افسانه، هنری اسقف انگلیسی اولین فنلاندی‌ها را در سال ۱۱۵۰ میلادی به مسیحیت درآورد. اما قدیمی‌ترین قبرهای مسیحی منطقه به قرن‌های دهم و یازدهم و نخستین شواهد باستان‌شناسی کلیسا به قرن دوازدهم بازمی‌گردند.
تورکو در قرن یازدهم به‌عنوان یک بندر توسعه یافت. جادهٔ باستانی Hämeen härkätie این منطقه را به تاوستیا متصل می‌کرد.
قدیمی‌ترین اشارهٔ مکتوب به تورکو در نقشهٔ جهان شریف ادریسی (۱۱۵۴ میلادی) یافت می‌شود.
تورکو در سال ۱۲۲۹ تأسیس شد و در قرن سیزدهم به اولین شهر فنلاند تبدیل شد. سوئدی‌ها ابتدا از این شهر به عنوان پایگاه نظامی و سپس به عنوان مرکز اداری مناطق فنلاندی استفاده کردند. این شهر اولین اسقف‌نشین فنلاند در قرن سیزدهم بود. تورکو برای قرن‌ها مهم‌ترین و بزرگ‌ترین شهر فنلاند بود تا این که در میانهٔ قرن نوزدهم این موقعیت را به هلسینکی واگذار کرد. تنها دانشگاه فنلاند نیز از سال ۱۶۴۰ تا ۱۸۲۷ در تورکو قرار داشت، اما پس از آتش‌سوزی بزرگ تورکو که تقریباً کل شهر را ویران کرد، دانشگاه و دیگر نهادهای دولتی به هلسینکی منتقل شدند. در سال ۱۷۴۳، معاهده آبو، که طی آن سوئد بخش‌هایی از جنوب شرقی فنلاند را به امپراتوری روسیه واگذار کرد، در این شهر امضا شد.
در ژانویه ۱۹۴۰، تورکو در جریان جنگ زمستان چندین بار توسط اتحاد جماهیر شوروی بمباران شد.
تورکو در سال ۱۹۷۹ هفتصدوپنجاهمین سالگرد خود را جشن گرفت و در سال ۲۰۱۱، به همراه تالین، عنوان پایتخت فرهنگی اروپا را داشت.

## جاذبه‌های دیدنی
کلیسای جامع تورکو (افتتاح شده در ۱۳۰۰)
قلعه تورکو (تأسیس در قرن سیزدهم، بازسازی در ۱۹۶۱)
موزه هنر تورکو، یکی از قدیمی‌ترین موزه‌های فنلاند
موزه صنایع دستی لوستارینماکی (موزه فضای باز در محله تاریخی)
موزه آبوآ وتوس و آرس نوا (موزه‌ای بر روی بقایای شهر قرون وسطایی)
موزه دریایی فوروم مارینوم و کشتی موزه‌ای سوومن یوتسن
موزه سیبلیوس (موزه موسیقی به نام آهنگساز ژان سیبلیوس)
کلیسای ارتدوکس تورکو در میدان تورکو
باغ گیاه‌شناسی تورکو در جزیره روی‌سال
بازار تورکو و مجسمه پاوو نورمی

## اقتصاد
تورکو همچنان یکی از بزرگ‌ترین شهرهای فنلاند با اقتصادی متنوع است. بخش خدمات بزرگ‌ترین کارفرما است، اما این شهر همچنین به‌عنوان بندر مهم، مرکز کشاورزی و صنعتی جنوب غربی فنلاند شناخته می‌شود. محصولات اصلی آن شامل ماشین‌آلات و مواد غذایی است. همچنین بخش فناوری پیشرفته با حضور پارک علمی تورکو در زمینه‌های زیست‌فناوری و فناوری اطلاعات توسعه یافته است. گردشگری نیز یکی از منابع مهم درآمدی شهر است.

## آموزش
تورکو دو دانشگاه دارد: دانشگاه تورکو (فنلاندی، تأسیس ۱۹۲۰) و آکادمی آبو (تنها دانشگاه سوئدی‌زبان فنلاند، تأسیس ۱۹۱۸). علاوه بر این، این شهر دارای چندین مؤسسه آموزش عالی است که بزرگ‌ترین آن‌ها مدرسه عالی تجارت و اقتصاد تورکو است.

## ورزش
TPS تورکو مهم‌ترین باشگاه ورزشی شهر است که در فوتبال و هاکی روی یخ بارها قهرمان شده است. استادیوم هاکی HK-آرنا بزرگ‌تر از استادیوم فوتبال وریتاس‌استادیون است. باشگاه فوتبال اینتر تورکو دومین باشگاه فوتبال شهر است که در سال ۲۰۰۸ قهرمان لیگ شد. تورکو میزبان جام جهانی هاکی روی یخ در سال‌های ۱۹۹۱، ۱۹۹۷ و ۲۰۰۳ بوده است.

## نگارخانه

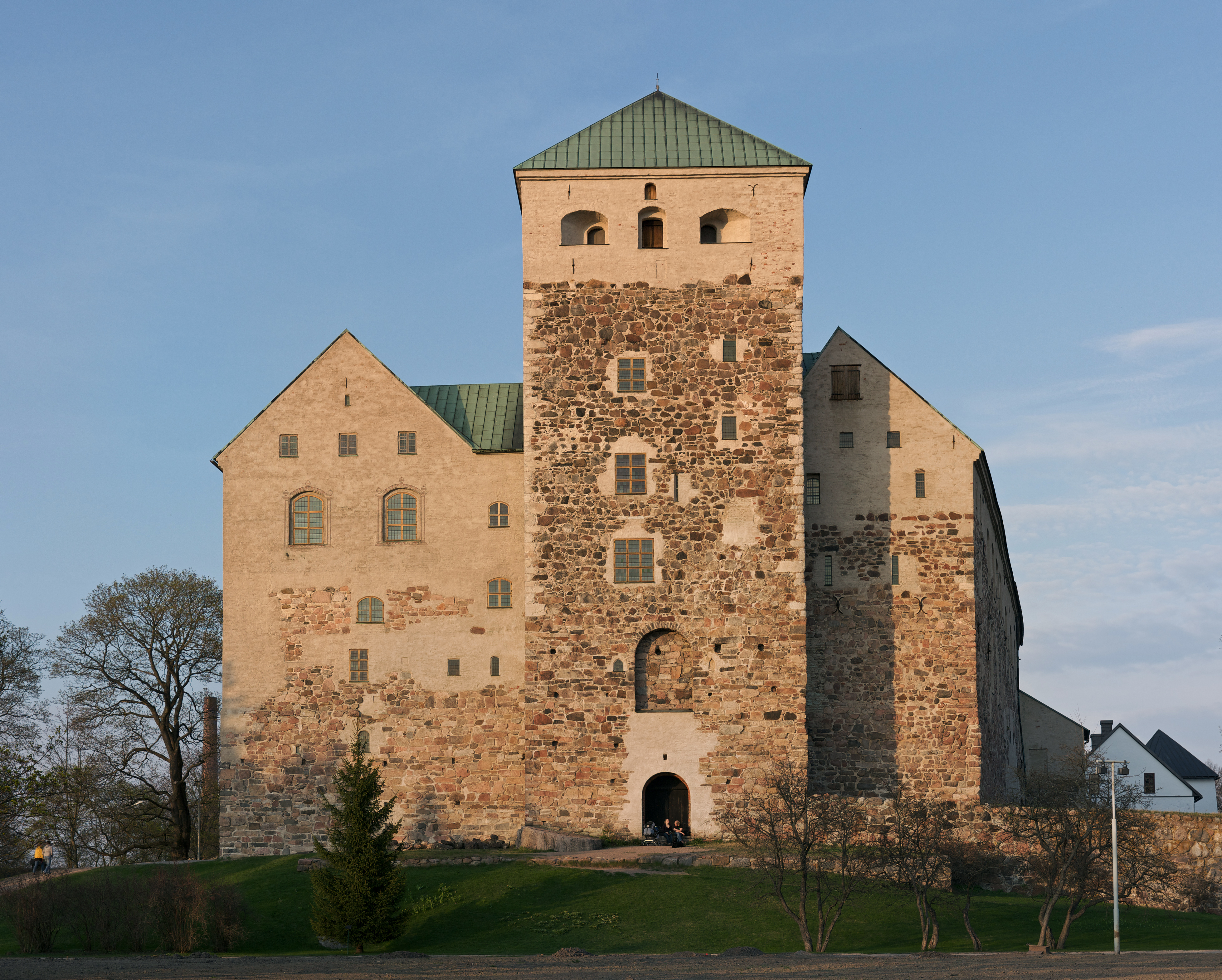
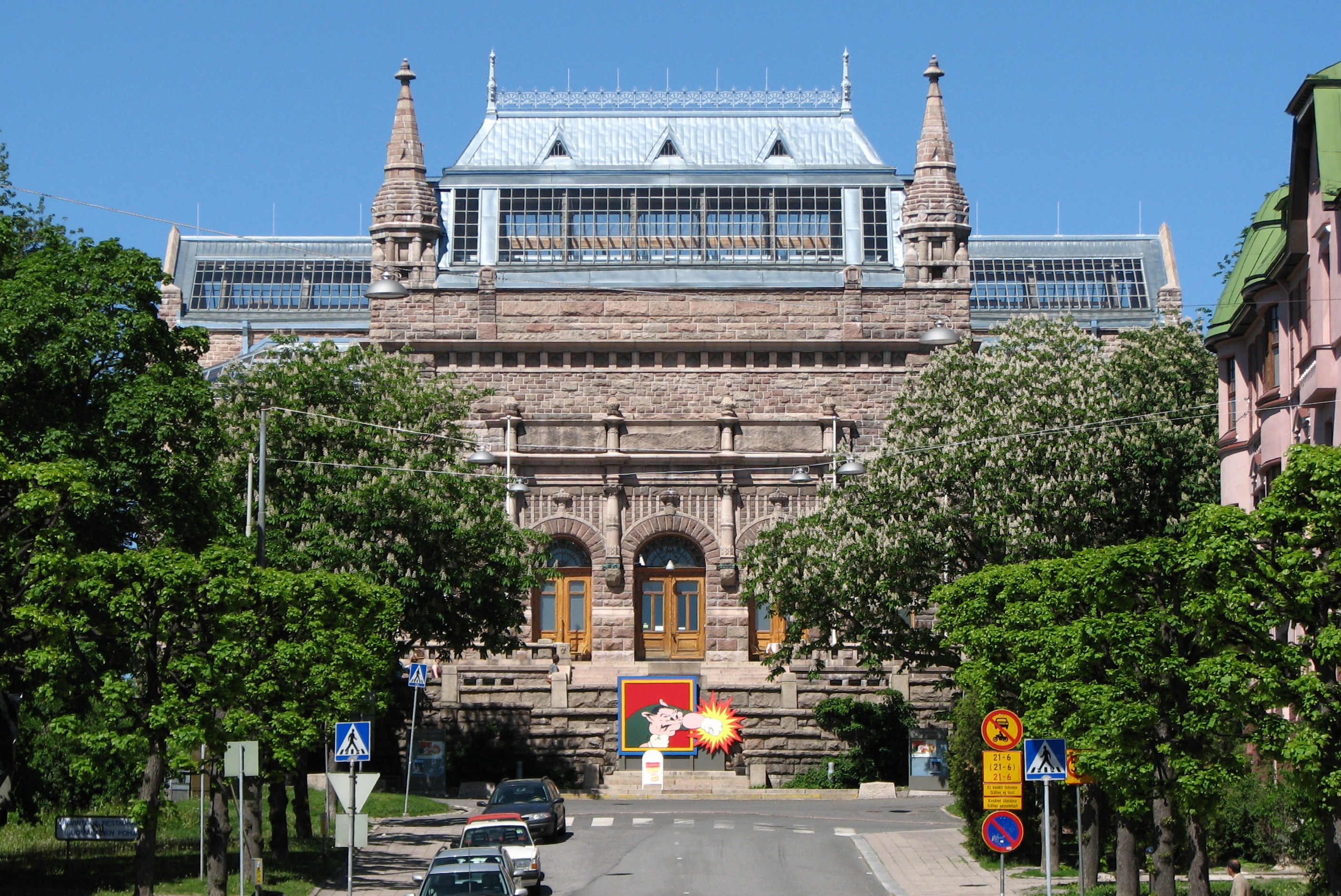
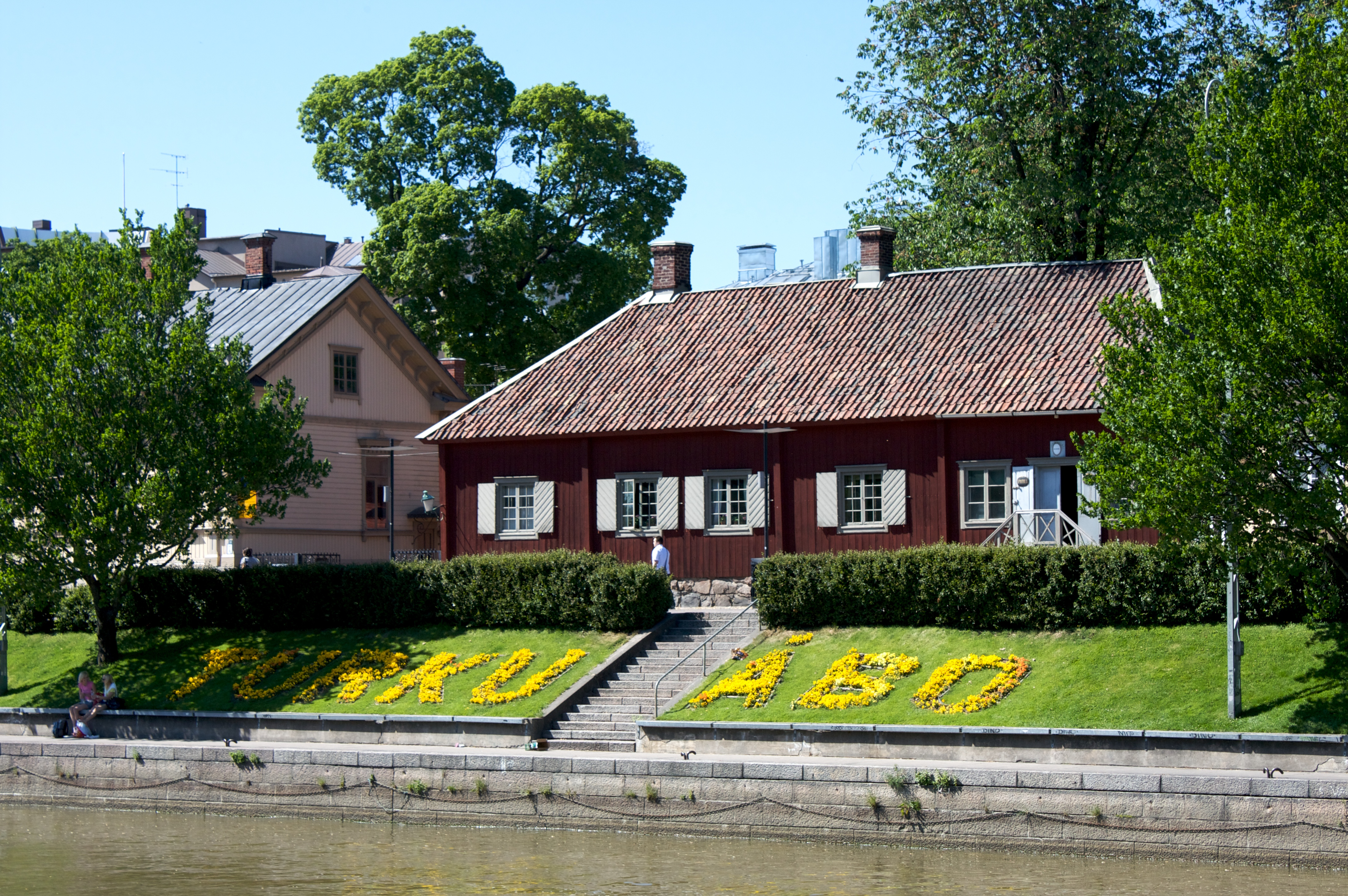
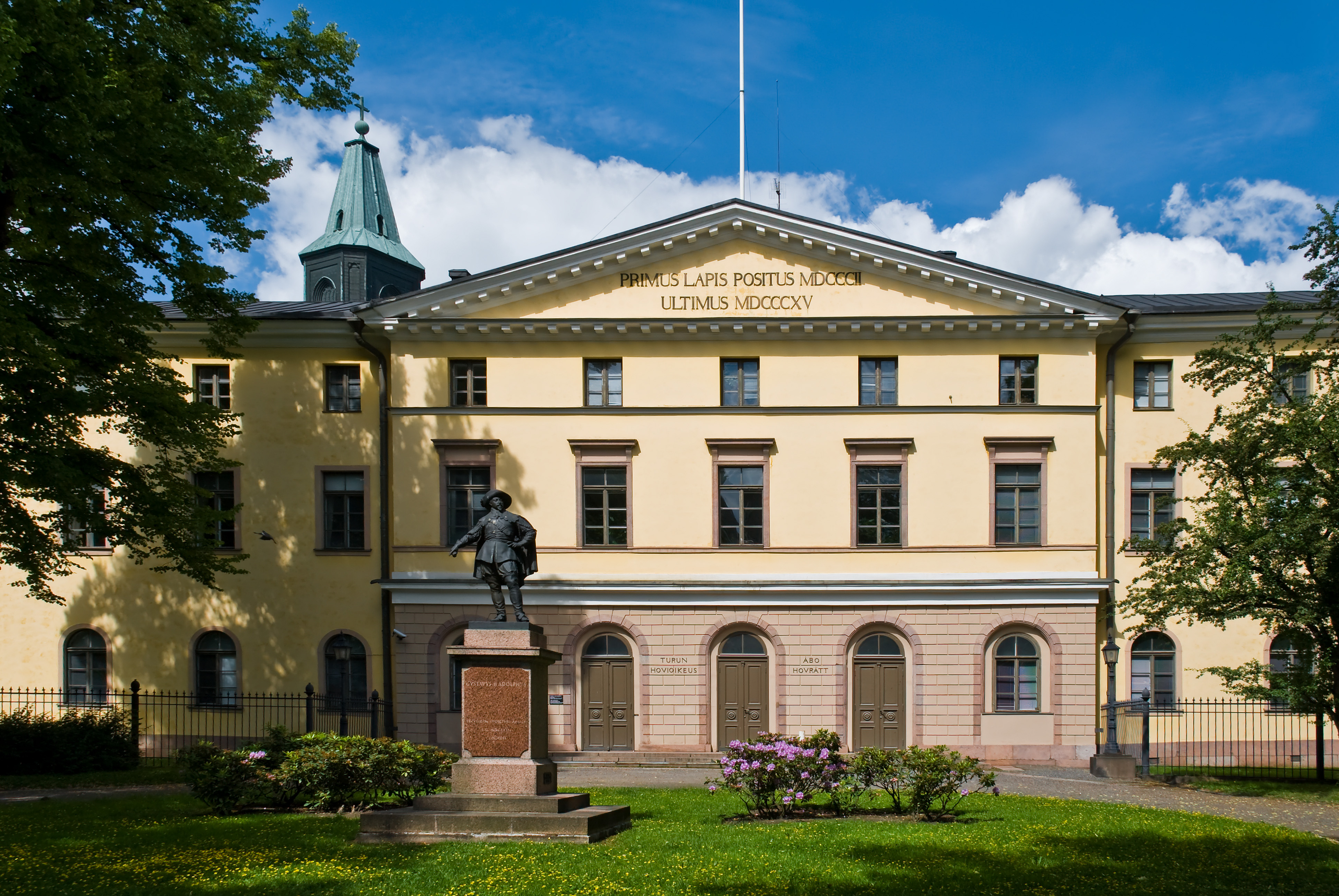
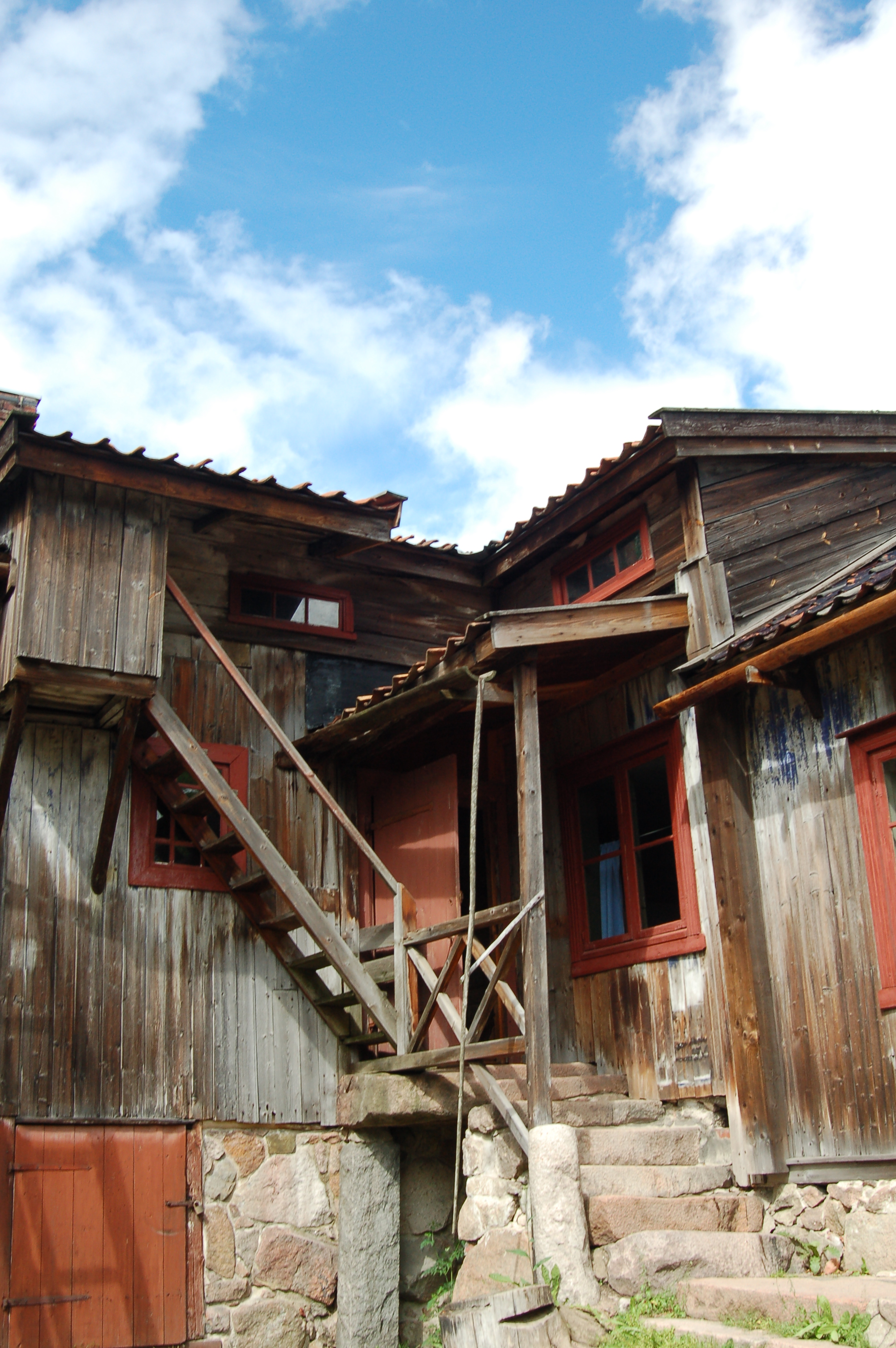
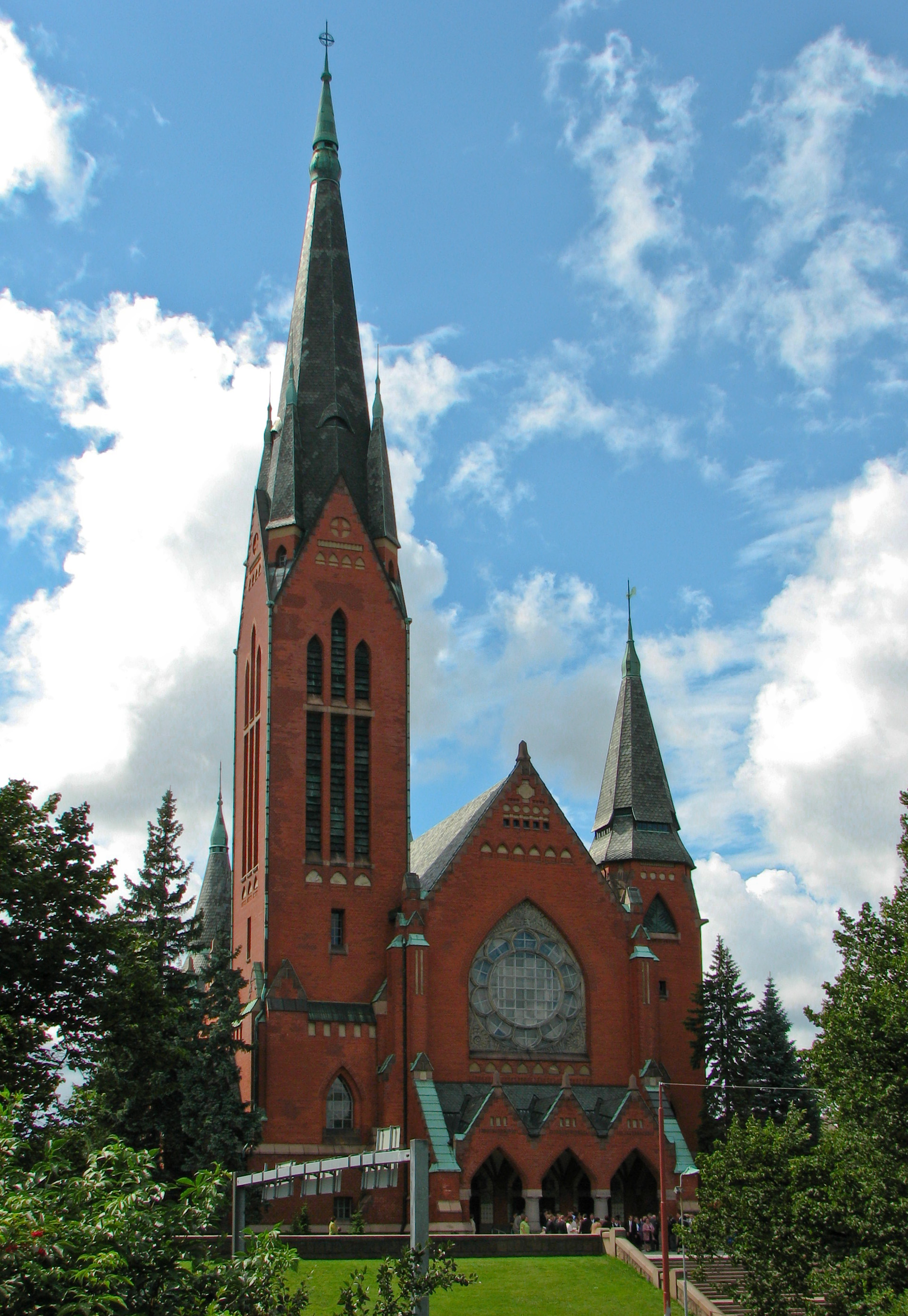
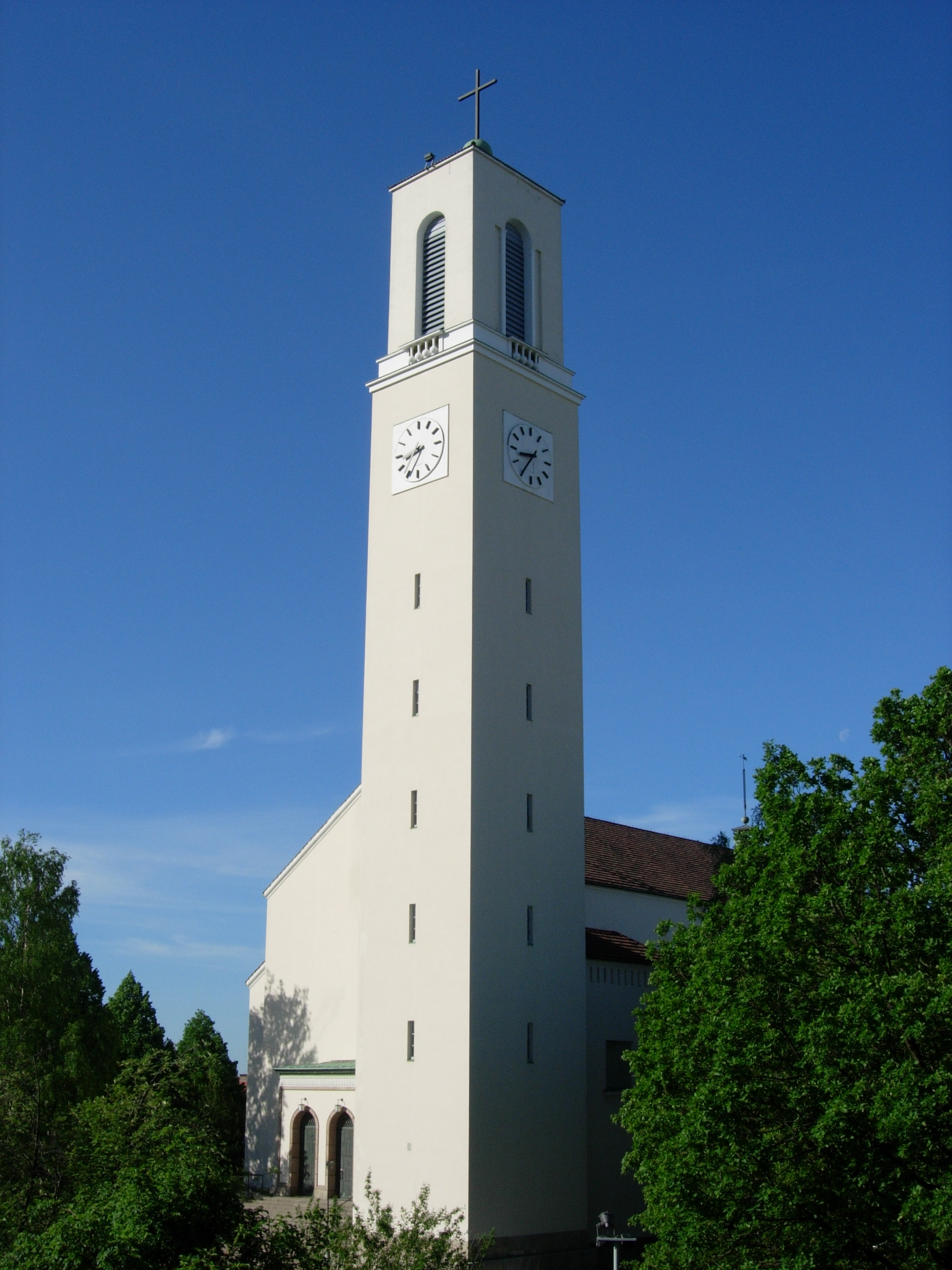
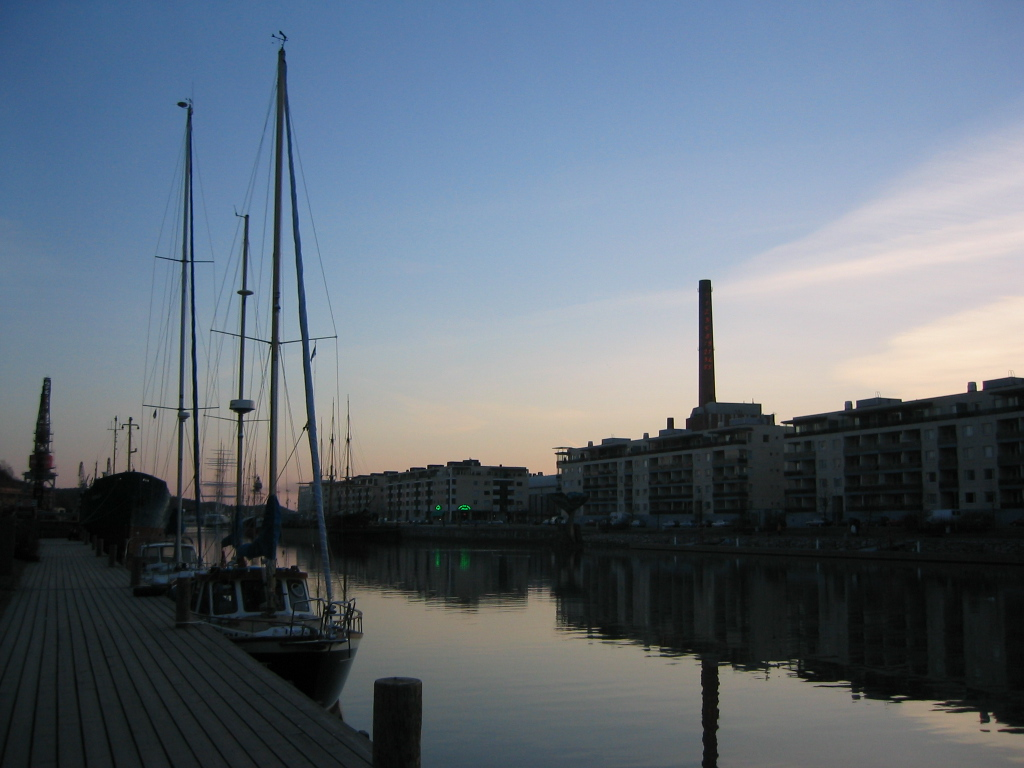
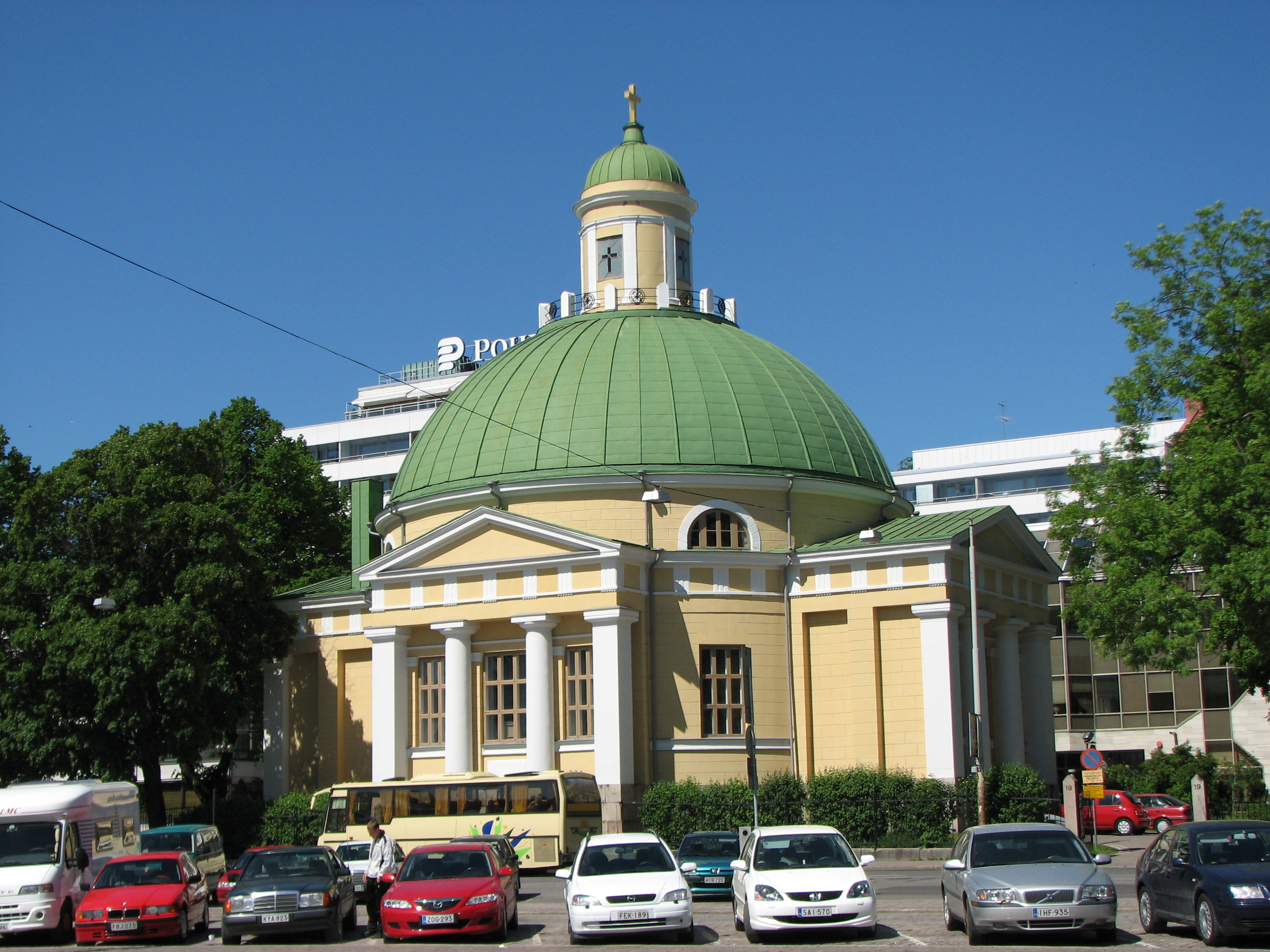
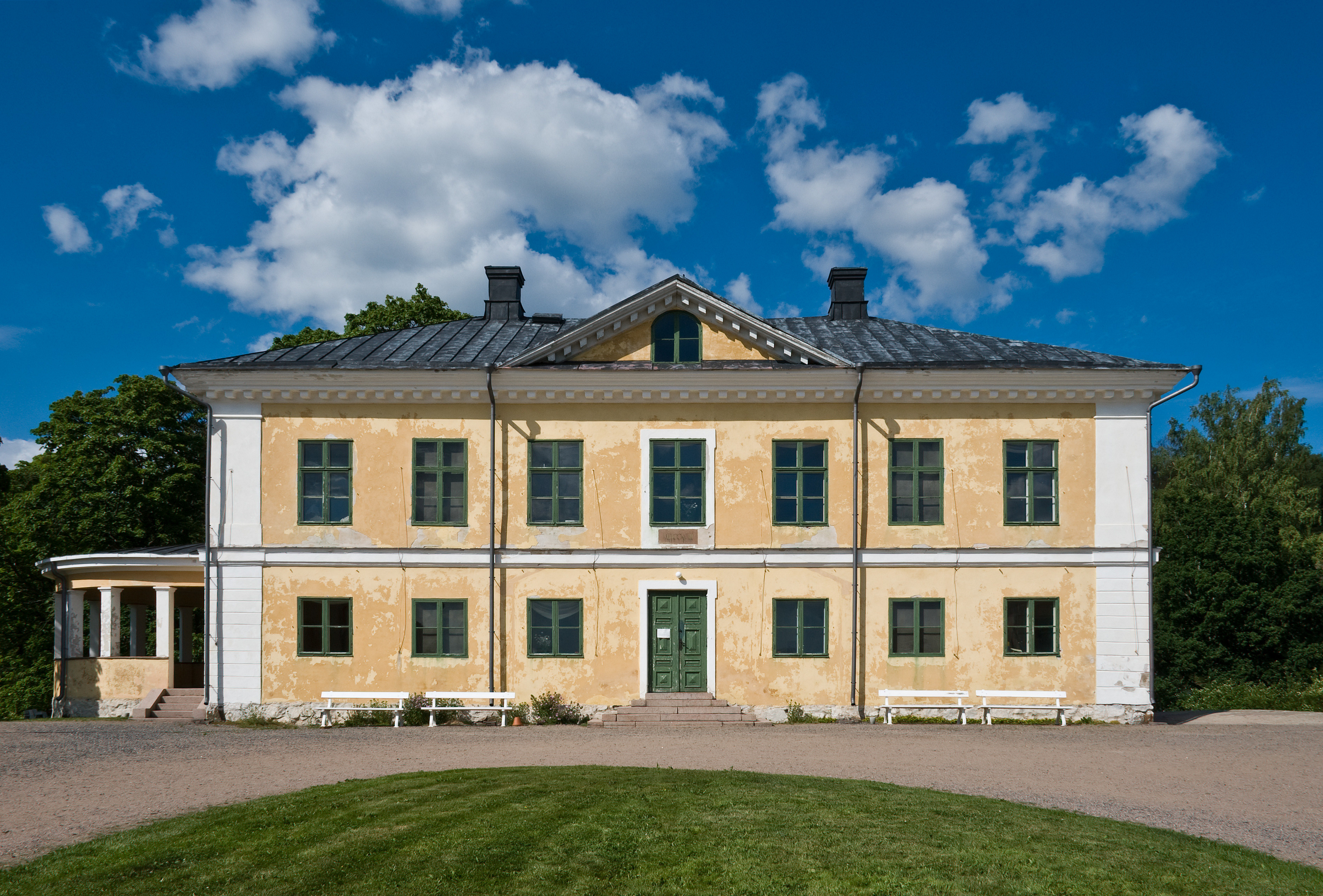
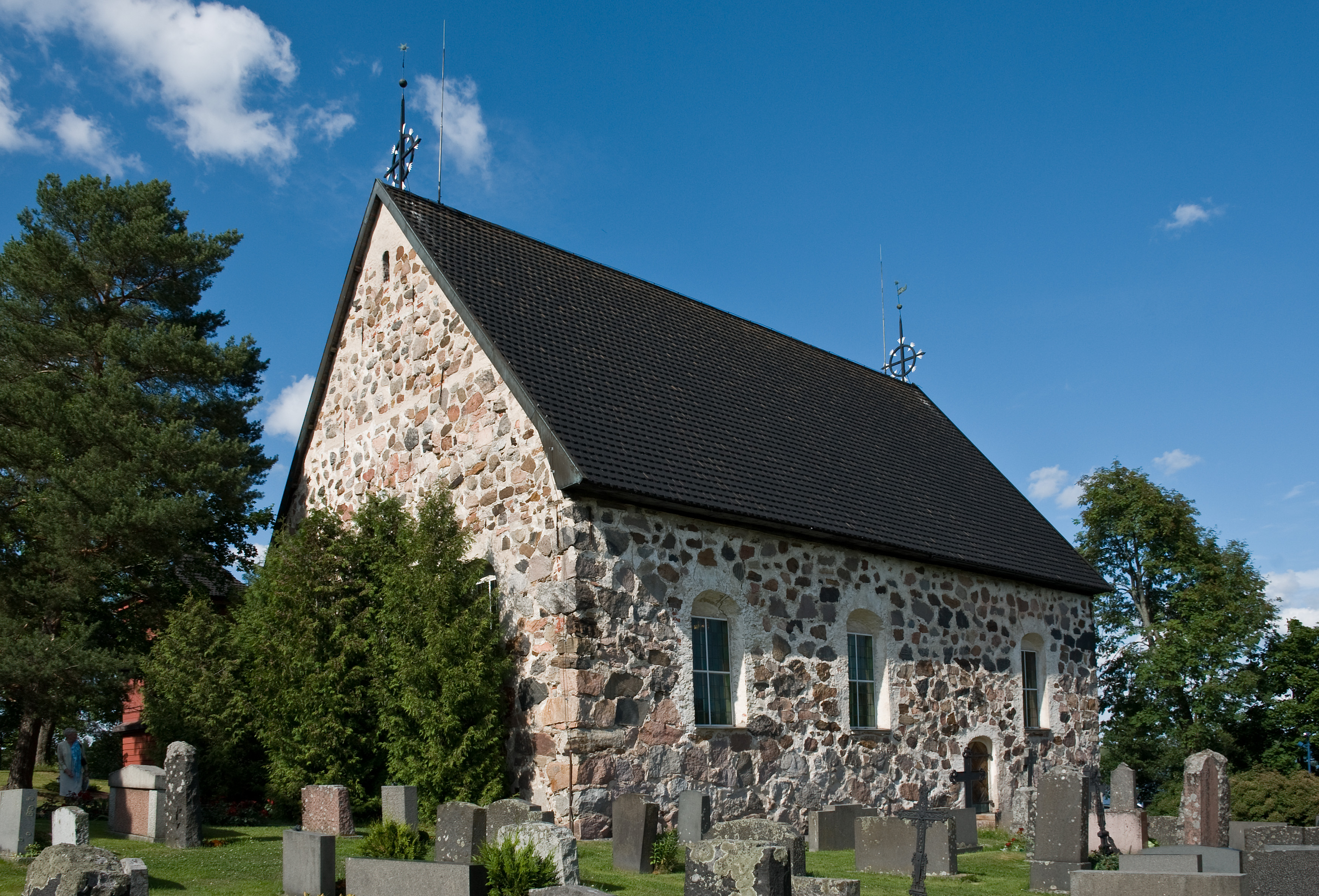
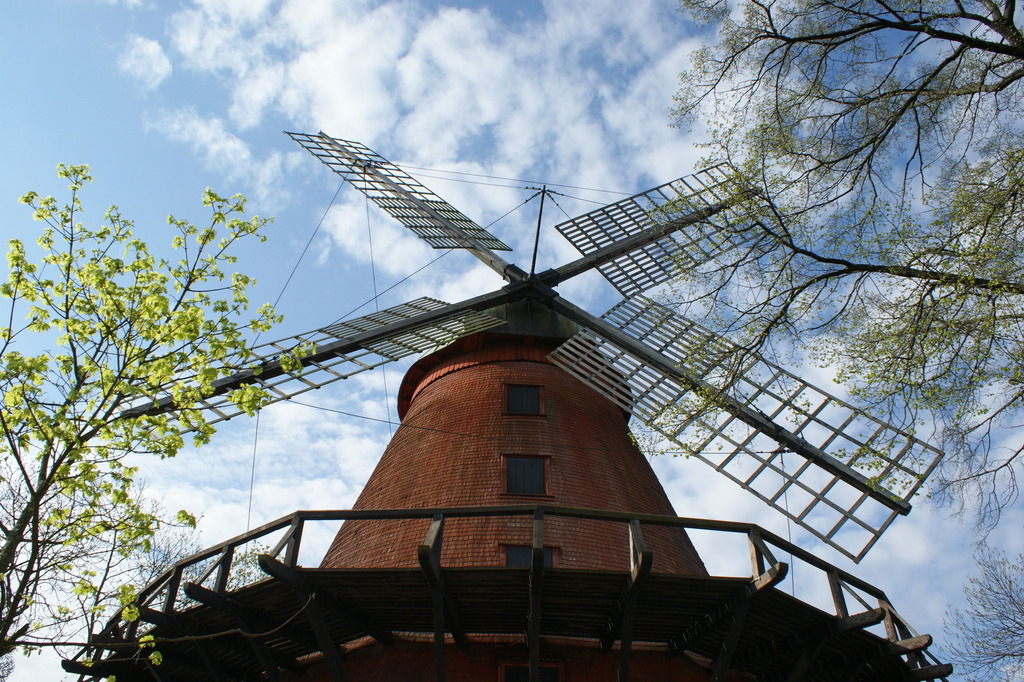

## جستارهای ویژه
- فهرست شهرهای فنلاند